# Campionati europei di bandy 1913
I Campionati europei di bandy del 1913 furono un presunto campionato europeo per squadre nazionali di bandy che si sarebbe svolto nel febbraio 1913 a Saint Moritz o a Davos, in Svizzera, vinto dall'Inghilterra. Oltre questo controverso torneo, per questo sport non sono state mai organizzate altre edizioni dei campionati europei.
Anche se probabilmente dovrebbe essere considerato un fattoide, il campionato del 1913 è stato comunque indicato in molti libri e riviste sul bandy alla stregua di un fatto storico, convincendo la stessa Federazione Internazionale del Bandy a far disputare un torneo celebrativo del centenario nel 2014.

## Controversia
Non sono note fonti contemporanee che provino con certezza la disputa del torneo. La più antica fonte conosciuta per quella competizione proviene da un libro svedese, Bandy genom åren scritto da Åke Dunér e pubblicato nel 1975, che di per sé non cita alcuna fonte. È probabile che le informazioni possano essere state confuse con il campionato LIHG del 1913, che era un torneo di hockey su ghiaccio tra squadre di club di cinque nazioni europee.

## Svolgimento
Si suppone che il campionato europeo del 1913 sia stato disputato da otto squadre nazionali, sotto indicate:
- Austria-Ungheria
- Belgio
- Francia
- Germania
- Inghilterra
- Italia
- Paesi Bassi
- Svizzera

Si sostiene che sia stato organizzato dalla Federazione internazionale di hockey su ghiaccio fondata nel 1908 e che le squadre fossero composte da 7 atleti.

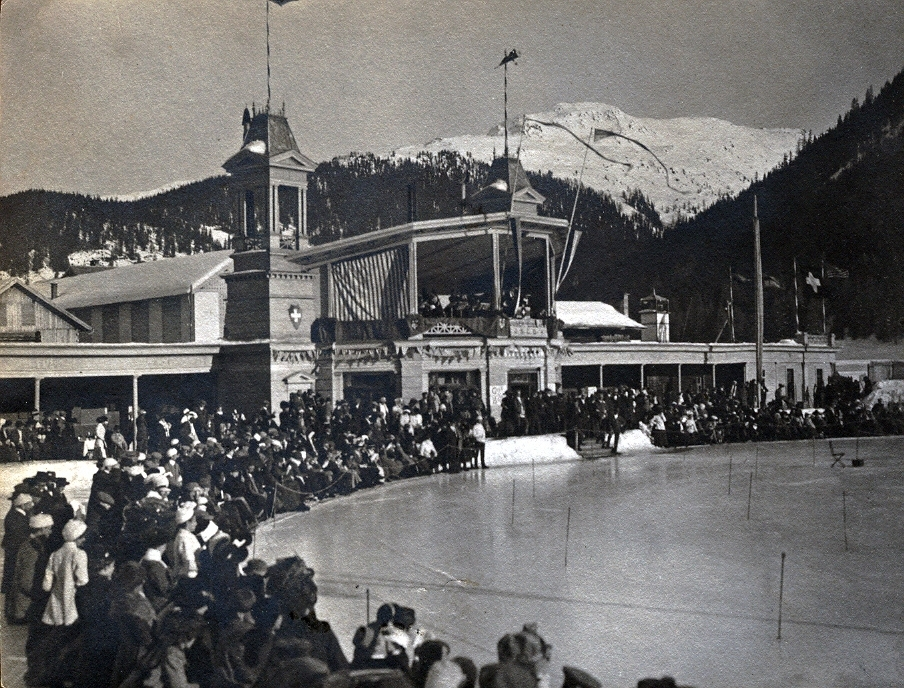
L'Eisstadion di Davos in una foto del 1915, due anni dopo lo svolgimento del presunto torneo europeo

Poiché Svezia e Russia seguivano le regole delle squadre di 11 atleti, si suppone che abbiano rifiutato l'invito e abbiano gareggiato ai Giochi nordici del 1913 a Stoccolma, dove in realtà ebbe luogo una competizione di bandy. I Giochi Nordici del 1913 furono organizzati nello stesso periodo in cui avrebbe dovuto svolgersi la competizione del campionato europeo. La squadra tedesca era composta principalmente dai componenti del Leipziger SC, che avrebbe dovuto giocare anche a Stoccolma, ma poiché molti dei suoi giocatori erano stati selezionati per la nazionale tedesca, decisero di recarsi in Svizzera.

## Revival
Il 6 gennaio 2014, la Federazione Internazionale del Bandy organizzò a Davos un torneo a quattro nazioni per celebrare l'anniversario del presunto campionato europeo del 1913. Repubblica Ceca, Germania, Ungheria e Paesi Bassi hanno disputato il torneo nello stesso luogo in cui si pensava fosse stato utilizzato 101 anni fa per la competizione. Gli olandesi hanno vinto questo campionato europeo non ufficiale.
Nel 2016 si è svolto un torneo denominato Coppa di Davos con la partecipazione di squadre nazionali di tre paesi europei. La vittoria è andata all'Estonia.